# Leiocephalus cuneus
Leiocephalus cuneus är en utdöd ödleart som beskrevs av  Richard Etheridge 1964. Leiocephalus cuneus ingår i släktet rullsvansleguaner, och familjen Tropiduridae. Inga underarter finns listade i Catalogue of Life.
Kvarlevor av arten hittades på Antigua och Barbuda.